# Moorfields

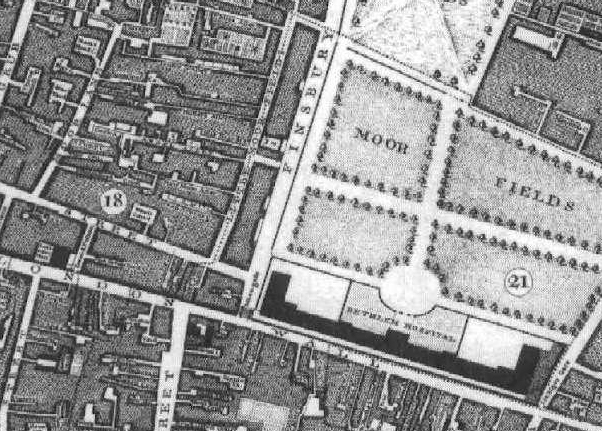
Plano de Londres, de detalle de la muralla, Moorgate, Moorfields y el Bethlem Royal Hospital. John Rocque Plano de Londres, 1746.

El lugar de Moorfields de Londres, fue uno de los últimos pedazos de tierra abierta en la ciudad, por permanecer durante largos meses del año inundado, estaba en el exterior del recinto amurallado cerca de la puerta de Moorgate de Londres. Los campos fueron divididos en 4 zonas con árboles, justo al norte del Hospital de Bethlem, y en el límite norte de la ciudad medieval.

Karte von London 1682

La zona inmediatamente al norte de Moorgate, a principios del siglo XVII fue drenada y se realizaron paseos, los cuales era frecuentados por los mendigos y los viajeros, que pasaban por allí con el fin de llegar a Londres, aunque todos trataba de no quedarse en el antiguo pantano. En las inmediaciones de Moorfields estaban los campos de Finsbury, un campo de práctica para los arqueros. Mile End, y luego  la Great Eastern Road, se hizo un lugar famoso de encuentro para los soldados de las tropas.

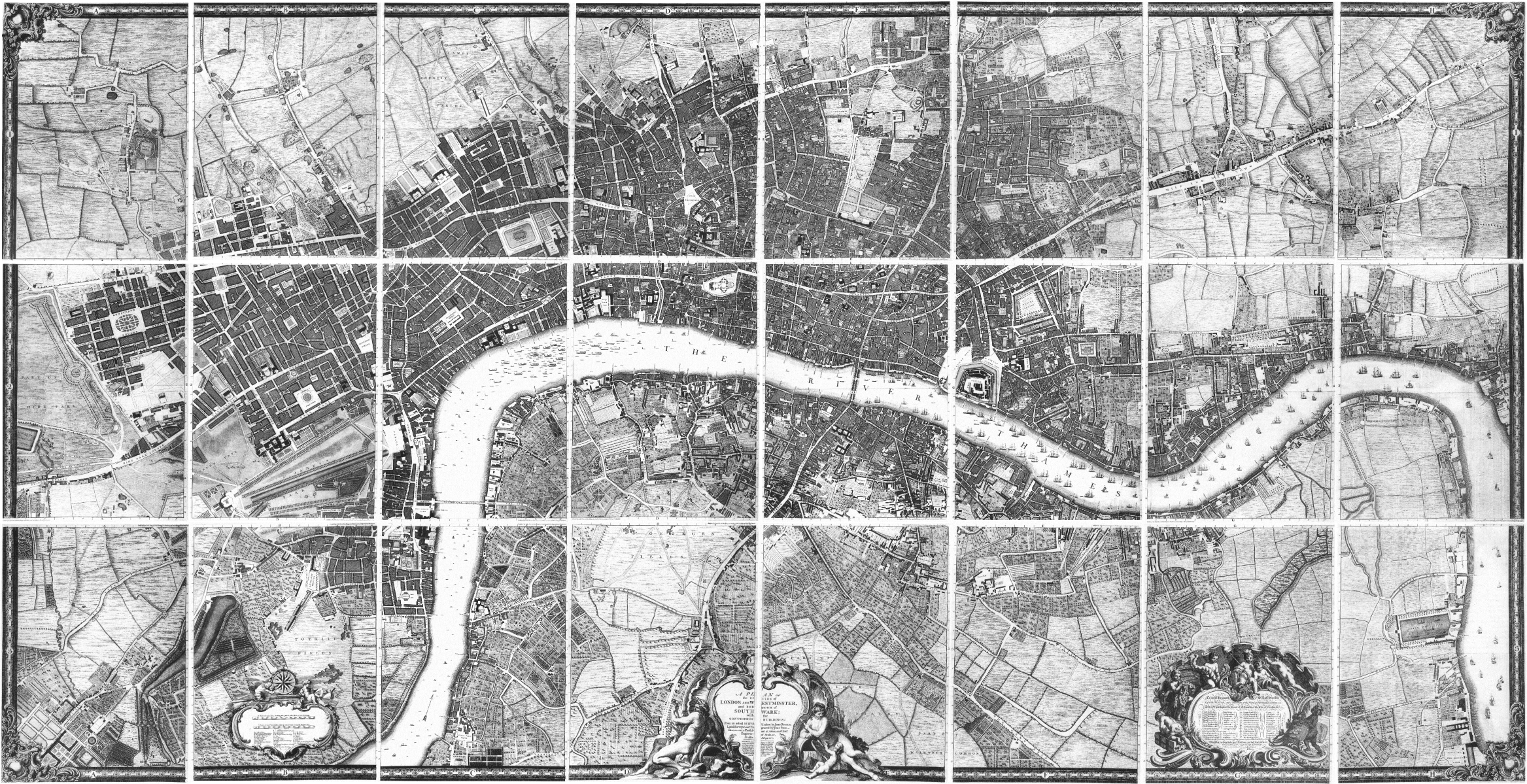
John Rocque, Plano de Londres (1746)

El lugar de Moorfields fue convertido en un paseo y prado comunal, bordeado con avenidas de árboles o alamedas en 1605, siendo el primer lugar de esparcimiento ajardinado de la ciudad de Londres, el jardín tuvo una larga historia pero ha desaparecido.
Después del gran incendio de Londres en 1666, los refugiados del fuego fueron evacuados a Moorfields y establecidos allí en campamentos provisionales. El rey Carlos II de Inglaterra, alentó a los desposeídos a causa del incendio, a seguir adelante y sobre todo a salir de Londres. Desconocemos el número de personas que entonces estaban recién empobrecidas y desplazadas al asentamiento provisional de Moorfields.
Las experiencias personales de muchos londinenses durante el incendio se vislumbran en cartas y memorias. Los dos más famosos cronistas de la Restauración, Samuel Pepys (1633-1703) y John Evelyn (1620-1706), registraron los acontecimientos y sus propias reacciones día a día, e hicieron un gran esfuerzo para mantenerse informados de lo que estaba sucediendo en toda la ciudad y los alrededores. Por ejemplo, ambos viajaron a la zona del parque de Moorfields al norte de la ciudad el miércoles -el cuarto día-  para ver el gran campamento de refugiados  donde vieron a importantes personalidades con importantes dificultades, lo que les sorprendió. Sus diarios son las fuentes más importantes de todos los recuentos de la moderna historigrafía de la catástrofe. Los libros más recientes sobre el fuego, por Tinniswood (2003) y Hanson (2001), también se basan en las breves memorias de William Taswell (1651-1682), quien era, en 1666, un estudiante de catorce años de edad en la escuela de Westminster.
El Hospital Real de Bethlem fue el primer hospital psiquiátrico conocido en Europa. Fundado en 1247, y aunque ocupó distintas edificios, se reconoce como la primera y más antigua institución especializada en enfermos mentales. Ha sido conocido como Santa María de Bethlem, Hospital de Bethlem, Hospital de Bethlehem y Bedlam (que en inglés tiene el significado de "casa de locos"). En 1675 Bedlam se trasladó a un nuevo edificio en Moorfields, diseñado por Robert Hooke, a las afueras de la puerta de Moorgate de la ciudad tal como recoge el plano de John Rocque de 1746.
En el siglo XVIII, Moorfields era el sitio de esporádicos mercados al aire libre, de exposición al sol para que se clareara de la ropa blanca y también de espectáculos, además de lugar de reunión de los vendedores y de subastas. Por otro lado, las casas de Moorfields y las cercanas fueron viviendas de personas  pobres. La zona tenía una mala reputación por albergar salteadores de caminos, así como  burdeles y las áreas públicas de encuentro de homosexuales. Tanto James Dalton como Jack Sheppard se retiraron a Moorfields, cuando huían de la ley. Gran parte de Moorfields fue urbanizado en 1777, cuando se desarrolló Finsbury Square, y el resto fue transformado en las siguientes décadas. 
En 1780 fue sede de algunos de los revueltas más violentos durante los disturbios de Gordon. 
Moorfields era el sitio del primer vuelo en globo aerostático en Inglaterra (y el primero realizado fuera de Francia), cuando el italiano Vincenzo Lunardi despegó el 15 de septiembre de 1784. El distrito fue utilizado como  el sitio de The Foundry, un centro de Wesleyan Methodism.
Hoy en día el nombre sobrevive en el nombre de Hospital Oftalmológico de Moorfields (desde entonces se mudó a otro sitio); St Mary Moorfields (Santa María de Moorfields); Moorfields St. es una calle corta en el que se encuentra la sede de la Cruz Roja Británica en paralelo con Moorgate y que posee algunas entradas a la estación de Moorgate, y Moorfields Highwalk, una de las calles peatonales elevadas en el Barbican Estate. Otra iglesia del barrio de Moorfields es St Matthew's, Moorfields (San Mateo de Moorfields).